# ميترسيل
ميترسيل (بالألمانية: Mittersill) هي بلدية في منطقة زيلامسي بولاية زالتسبورغ، النمسا. يوجد فيها مصنع شركة المعدات الرياضية بليزارد سبورت.